# 日本アマチュア将棋連盟
一般社団法人日本アマチュア将棋連盟（にほんアマチュアしょうぎれんめい）はアマチュア将棋愛好者を主体とした団体である。通称「アマ連」または「アマレン」。

## 概要
プロ棋士を中心に組織される日本将棋連盟とは異なり、アマチュア将棋ファンの自主的運営により、会員の技量練磨や将棋界の交流を図り、アマチュア将棋界の健全な発展を目指すことなどを目的としている。
初代理事長を務めることとなる関則可を始めとした数名のアマチュア強豪が中心になり1977年8月に設立、佐橋滋が会長に就任。創立時の本部は東京都立川市であった。
設立当初より社団法人化を当面の目標としていた。2000年ごろにはすでに権利能力なき社団(旧みなし法人)を名乗っていたものの正式な法人化には至らず、2019年11月にようやく一般社団法人化。2022年現在の本部所在地は三重県四日市市である。原則として主催大会にはその規模を問わず「公認レーティング(または便宜上、公認「R」と表記される)」と呼ばれる独自のレーティング制度を取り入れている。

## 沿革
- 1977年8月 - 関則可を中心とした数名のアマ強豪（柿沼昭治、今福栄、岸本王晴ら）により任意団体として創設、本部は東京都立川市。会長に佐橋滋(元・通産省次官)、副会長に渋谷守生を迎え本格的に活動を開始する[2]。将棋ジャーナル刊行開始。全国アマチュア将棋レーティング選手権(全国「R」選手権)を開始。
- 1987年 - 初代会長の佐橋が退任、副会長の渋谷が2代目の会長に就任。
- 1989年 - 大阪ですでに始まっていた読売アマ日本一決定戦(後の平成最強戦＝大阪)の主催となる(後に東京大会も創設)。将棋ジャーナルは4月号を以て刊行を将棋ジャーナル社へと移管。このころより関が理事長から退き事実上の活動休止となり有名無実化する。それに伴い、日本アマチュア将棋連盟より分離される形で東京アマチュア将棋連盟が設立される。この際、レーティングシステムの使用を巡り一旦は対立するが、すぐに東京アマチュア将棋連盟が独自のレーティングシステムを運用することで決着した。
- 1991年頃(詳細時期不明) - 開店休業状態にあったが前理事長・西村邦彦により再興。本部を現在の三重県四日市市（西村の活動拠点）に移し、会報誌「アマレン」の発行を始める。
- 2000年頃(詳細時期不明) - 毎年8月に開催されていた「平成最強戦＝大阪」を休止。以降は毎年1月開催だった「平成最強戦＝東京」(現・令和最強戦)を8月に移し継続。このころには一部において、対外的にみなし法人を名乗っていた。
- 2008年 - 日本将棋連盟の大山康晴賞団体部門を受賞。個人部門は初代副会長・二代目会長である渋谷守生が受賞した。
- 2015年8月 - 会報誌「アマレン」300号を発行、記念大会が開かれる。
- 2016年 - 前年の記念大会を「アマレン将棋ファン交流会」として継続、以降毎年、最強戦前後に正式に独立した公認レーティング大会として新設。7月に従来のレーティング計算方法を変更した。変更後は現在まで、これが使用されている。
- 2018年8月 - 野山知敬が理事長に就任。西村邦彦前理事長は相談役となる。
- 2019年11月 - 一般社団法人として登記完了。
- 2020年 - 新型コロナウイルスCovid-19の影響による社会情勢の変化により、毎年5月に開催されていたレーティング選手権の9月延期が決定されるも、最終的には42回目にして史上初の開催中止となった。7月には対局規定ガイドラインを策定し公式HP上で公表した。8月の令和最強戦およびアマレン将棋ファン交流大会も東京単独開催になって以降初の中止となった。
- 2021年 - 前年中止となった5月の全国レーティング選手権は開催されたものの、8月の令和最強戦およびアマレン将棋ファン交流大会は2年連続の中止となったが事前に公式HP上での予告はなかった。
- 2022年 - 3年振りに令和最強戦を開催するも事前申込制となり、会場も東京から四日市へと移された。

## 事業内容
- 全国アマチュア将棋レーティング選手権、グランドチャンピオン戦などの大会開催。
- 朝日アマ将棋名人戦、アマチュア竜王戦などの全国大会の開催支援・協力。
- 全国に会員・支部のネットワークを構築。
- 将棋普及のボランティア養成。
- 全国の将棋道場・同好会の発展に寄与。
- プロやアマチュア将棋関係団体との交流、相互協力を行う。
- 全国の各支部が行った地元例会の結果の公式サイトへの掲載。
- 全国大会の棋譜集の出版。
- 公式サイト上で毎月1回、懸賞付の詰将棋と次の一手を出題。正解者へは抽選で景品の贈与。
- その他、将棋に関することに取り組む。

四日市市に置かれた本部の主な活動は地元での月例会、全国大会の開催および他団体の大会への開催協力と会報の発行およびレーティングの計算、管理。ほかに各支部がそれぞれの地元にてローカルな月例会を行っている。日本将棋連盟支部との兼任が多い。
他団体が主催する大規模な大会にも協賛・開催協力として名を連ねることもあり、中には公認レーティングが採用された大会もある。正式な役職は理事長のみだが、独自に副理事長や各地区のブロック長を任命しており、彼らを中心として不定期に理事会が開かれている。

## 主要大会
- 朝日アマ名人戦 - アマレンのレーティングシステムを導入しているが、名目上アマレンは開催協力となっており、主催は朝日新聞社。
- 令和最強戦 - 1980年代に大阪で始まった「読売アマ日本一決定戦」を引き継いだもの。かつては平成最強戦だったが、改元と共に現名称になった。1997年ごろまで東京と大阪で年1回ずつ開催されていたが、現在は大阪大会は廃止されている。毎年200人前後の参加者を集めるが、アマレンが主催する大会の中では非常に珍しく、平成最強戦時代からクラス分けがない。
- 全国レーティング選手権 - 1977年8月、アマレンの創設と共に始まった。かつてはC級もあったが現在は選手権級およびA級、B級のみ。全国各都道府県毎に予選会があるほか、エントリー制の招待選手枠も設けられている。アマレンが採用している独自のレーティングシステムの核となる大会。
- 女子アマ王位戦 - 日本女子プロ将棋協会(LPSA)主催のアマチュア女性向け将棋大会。2018年の第11回大会より、12月の全国大会に限りアマレンのレーティングシステムが採用されている。

これらの大会は全てアマレンのレーティングシステムが導入されている数少ない全国大会であり、ほかにレーティングシステムを用いた月例会を各地で開催している。アマレンが主導して行う大会は、原則、アマレン独自のレーティングシステムを導入することとなっている。

## 会員
日本アマチュア将棋連盟は会員制を採っており、会員には以下の特典がある。
- 毎月発行される会報「アマレン」の郵送。
- 大会毎のレーティング公認料免除。
- 個人成績の記録、郵送。
- 連盟主催行事への優待。大会、月例会での参加費の割引など。
- 連盟協力道場の特典が受けられる。
- 将棋専門誌が年間購読できる。（発行日に届く。郵送は無料だが、別途年間購読料が必要）

会員制を採ってはいるが、原則、会員か否かにかかわらずほとんどの主催大会に出場可で、会員限定の大会はない。また会員でなくとも公認レーティングが採用されている大会に1回でも参加すればレーティングが付与されるため、非会員でありながら各地の大会に足繁く通う者も少なからずいる。大会に出場して対局するだけなら会員でないことに対する制約はほぼないに等しく、その分非常に自由度が高いが、それゆえ大会での対局を目的とする者にとっては会員になるメリットに乏しく、そのような会員や支部の枠を越えた門戸の広さが却って仇となり会員数も伸び悩み新規会員の獲得にも苦しんでいる。
会員は全国で約3000人程度いるとされ、正式な数は非公表だが、いくつかの支部もある。大会の会場で当日の新規登録を受け付けている所もあり、申請すると個人情報が本部へ送られ、会員番号が自動的に付与される。それ以て正式な会員となり、以降、退会するまで毎年年会費が発生する。年会費は更新が近づくとアマレン会報誌と共に振込用紙が郵送されるほか、一部で会費納入を受け付けている大会もある。
アマレンの大会で1局でもレーティング対象の対局があると会員か否かにかかわらず本部が管理する内部データベースに氏名と最新のレーティング点数が登録されるが、その際、同姓同名の別人などのケースで個人の判別を効率的かつ正確に行うためにR登録番号が内部で便宜的に自動登録され、外部からもアクセス可能な簡易データベースで照会可能となっている。すでに登録番号が割り当てられた者が新たに会員となる際には自動的にR登録番号＝会員番号となり、新規登録および更新時に郵送される会員証に表記されている。R登録番号は自動で割り当てられるため、希望する番号を自由に選ぶことはできない。また退会した場合は会員番号はなくなるが記録上はR登録番号としては残り、データベースには反映される。そのため、退会後に再入会した場合でもR登録番号が抹消されていなければ会員番号が以前と変わることはない。かつては近所で月例会があったが現在はなくなった等の理由により長年R大会に参加していない人でもR登録番号が残っている人もいるが、対局の記録があるにもかかわらず突如抹消されている人もいて、登録および抹消の基準の詳細は不明。また大会の結果については個人名がHP上に掲載される場合があるが、現在においては個人情報保護の観点から、簡易的なものとはいえ外部から誰でもこれらのデータを見られることに対する危機感もある。
月例会や大規模な大会がある地域とない地域では会員の数に差が出ており地域間の格差が激しく、会員数は必ずしも人口に比例しない。本部のある三重県や月例会のある広島県は人口の割に会員数が多いが、東京都に次ぎ全国で2番目に人口が多い神奈川県の会員数は少ない。

## 支部
アマレンにはいくつかの支部があると言われるが、非公表のため、詳細含めた正確な数は不明である。支部は本部に申請し認可されれば設立可能で、支部は年1回、会員名簿を本部に提出することとなっている。アマレンの本部の個人会員でなければ支部会員になれず、複数の支部を掛け持ちするのは不可。またアマレンは特定の支部の会員でも別支部が主催する大会に自由に参加可能であり、支部に所属していなくても大会参加に支障はないので、支部間の制約はほぼないに等しいことから支部の移籍自体が明確に定義されていない。かつては年に1度支部対抗戦があり、支部に所属していなければ出られなかったが、やがて参加者が固定化するようになり頭打ちとなって自然消滅に近い形で廃止となり現在は行われていない。また支部でなくてもレーティング登録料(公式には200円とされている)を払えばR大会を開催できる。したがって、アマレンの支部ではないが日本将棋連盟など他団体の支部が開催している例会も少なからずある。このレーティング登録料とは言ってみれば公認「R」の使用料であり、公表はされてないが正式にアマレンの支部になると免除されると言われている。

## レーティングシステム
日本アマチュア将棋連盟では全国大会のみならず地域によって月1 - 2回程度開かれる月例会でも参加者が多い場合には実力差が拮抗するようにクラス分けを行う場合が多い。その指標として用いるのがレーティング制度で、一般的なイロレーティングを参考に独自に構築されたものを設立当初から一貫して使っており、これを「公認「R」」（Rが何を意味するかは公表されておらず詳細は不明）と呼んでいる。現在、東京アマチュア将棋連盟が使用しているレーティングもアマレンの公認「R」を元にしたものであるとされる。元々、東京アマチュア将棋連盟はアマレンより分離独立したものであり独立直後の極一時期は両者の間でレーティングシステムの使用権についてしばしば対立が見られた。
各大会や月例会の結果は各主催者から本部に送られ、その結果を元に本部が一括でレーティング計算を行い、都度最新のレーティングに更新するが、支部以外からは200円のレーティング計算料を徴収しているため、大会の参加費に計算料が上乗せされている場合がある。1993年ごろまでは手計算で行っていたがPC導入以降は専用の自動計算ソフトを使って通算対局数も含めて記録しており、まれに会報誌「アマレン」誌上で通算対局数のランキングが掲載される。対局数が通算30局に達すると正式な公認「R」として記録される。
2016年後半ごろより「新ソフト」と呼ばれる、従来のレーティング計算とは違う方法での計算システムの運用を開始、変更に際し会報に新たな計算方法が公開されたが、一部の間ではこの方法だとレーティングが上がりやすくなりレートのインフレが起きやすいとの指摘もある。アマレンは将棋を始めたばかりの初心者にも門戸を開き、専用のクラスを作ることで、他の大会や道場では敷居が高過ぎて参加しがたい場合でも気軽に対局を楽しむことができる仕組みとなっているが、インフレが起こることで低い点数の層が相対的に少なくなり、メンバーが集まらずにクラスが組めない、また点数の高い人ばかりが大会に参加するようになることで初心者や初級者が敬遠し月例会に参加しなくなるという悪循環が発生している。新ソフトの計算方法は従来のレーティングよりも計算式が非常に複雑になっている。
アマレンは会員制を採っているが、会員か否かにかかわらず全ての大会参加者が初参加時に自己申告で棋力を申請しなければならず、対象の大会で1局でも対局した時点でR登録番号と共に棋力に応じたレーティングが仮点として付与され、そのまま大会への参加を続け対局数が30局以上になると正式なレーティングとして公認される。しかし仮点はあくまでもシステム上のものであり実際は公認「R」として一体的に運用されている為、仮点でも何ら制限なく大会に出場可能となっている。その反面、年会費を払って迄会員になるメリットに乏しく、近年に於いて会員数を大きく伸ばせない要因になっているともされる。

## 大会形式
大会や月例会などにおいては2020年7月ごろに突如策定された基本的なガイドラインを参考に主催者や運営責任者などが独自に判断する。クラス分けなどを行う大会では、原則クラスの上下を問わず初心者も含め全ての対局で対局時計を使用する。1990年代までは日本将棋連盟の地方大会などにおいてアナログ式の時計が使われていたことも多かったが、アマレンは当初から一貫してデジタル式の時計を使用している。
レーティングによるなるべく実力が拮抗した者同士でのクラス編成を行うため、実力差がつきにくく、そのため原則総平手での対局とし、駒落ち対局は行わないこととしているが、人が集まらない大会も多いため、対局数確保のためにやむなく駒落ち対局をする大会も出始めてきているようである。また2022年現在は社会情勢から大会規模や人数制限のため、予約のみの参加としている大会も多いが、以前は原則として会員か否かにかかわらず予約を行うことは少なく、ほとんどが予約を行わないため、当日の飛び入り参加も可能で、特定の支部に所属している者が支部以外が主催する大会に出場する際にも特に制約などはない。
原則として感想戦の時間を設けず、その回戦の対局が全て終わると次々と対局を組むようになっていて、このようにすることで対局数を確保する。アマレンの月例会は地域の定期の集まりのような形なので、普段なかなか対局できないために、対局を存分に楽しみたい人にその場を提供することが主な目的である。レーティングを100点から付けるなど敷居を極力低くし、初心者同士でも気軽に対局を楽しめるように主催者側も日々試行錯誤している。
事前の大会告知では主にスイス式と案内されることが多いが、実際の組み合わせ方法については大会主催者により区々で、全国大会も含めほぼ全ての大会で参加費を徴収するが、そのほとんどでクレジットカード決済や電子マネー払いには対応していない。
アマレンはコンビニエンスストアによく見られるようなフランチャイズに近い形を取っており、本部主催外の大会や月例会を開催するのが必ずしも支部とは限らない。運営の責任者は個人会員で支部を持っておらず、支部にも所属していない場合もある。そのような場合、拠点となる道場を持っていない場合もあるため、地域の公民館や文化会館などを借りて月例会を行う場合もある。しかし、大会の開催は完全に有志であるため、本部の影響力が及ばない地域では大会自体が全くない地域もある一方で、熱心な支部や有志が競い合うように月例会を開催しているような地域もあり、全国組織でありながらその地域間に大きな格差がある。またあくまでも月例会という地域の将棋サークルのようなものがメインであり、スポンサーも付かず、それゆえ賞品や賞金を出していない大会も多く、参加者が固定化されている大会が多い。
かつては支部などが月に1 - 2度定期的に各地域で行われるアマレン大会のことを「月例会」または「例会」と呼称し本部が行う全国大会と区別していたが、現在はこのような例会形式であっても「将棋大会」という名称を用いるところが多くなった。